# 海角紅樓泳場

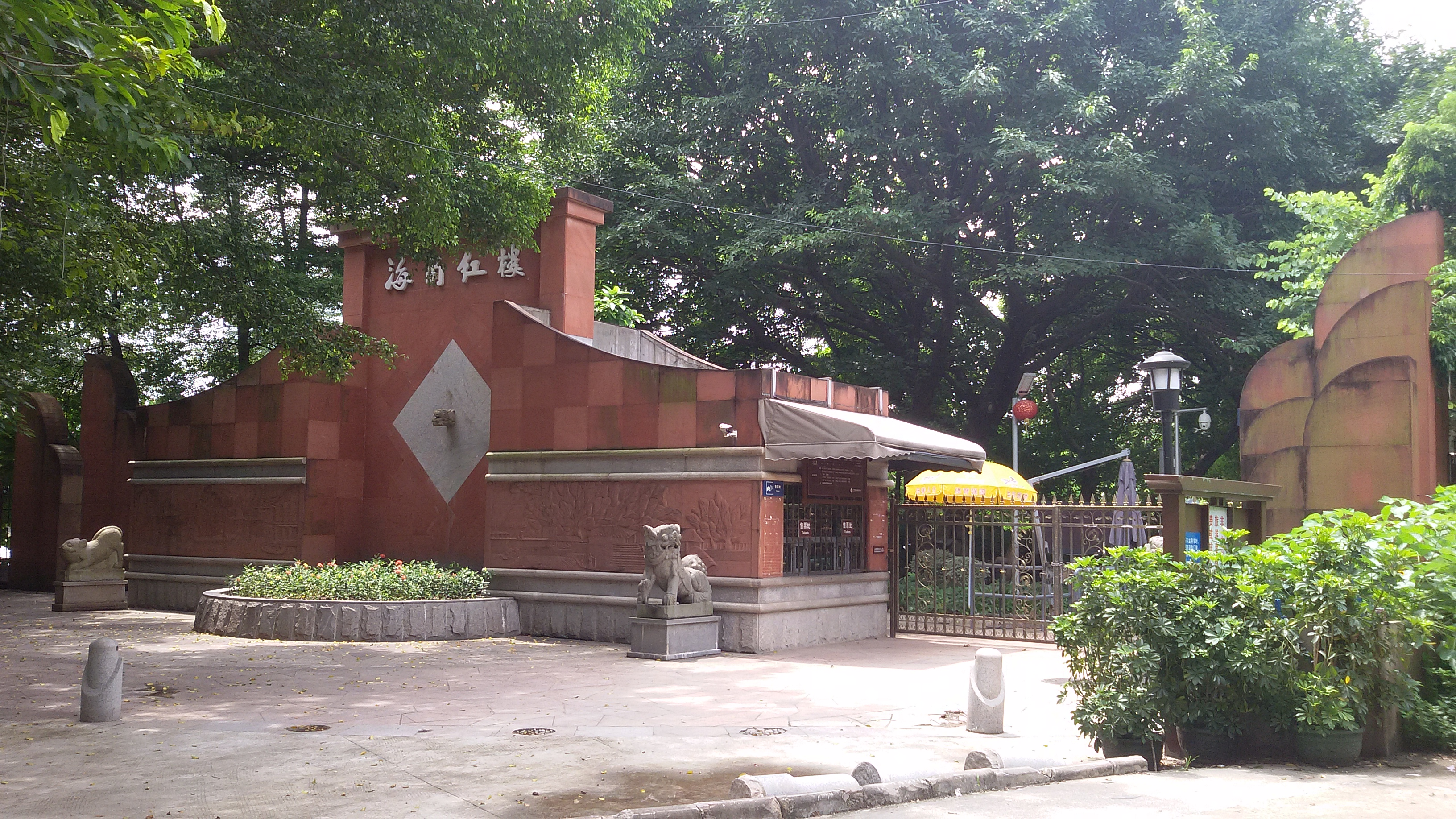
北門

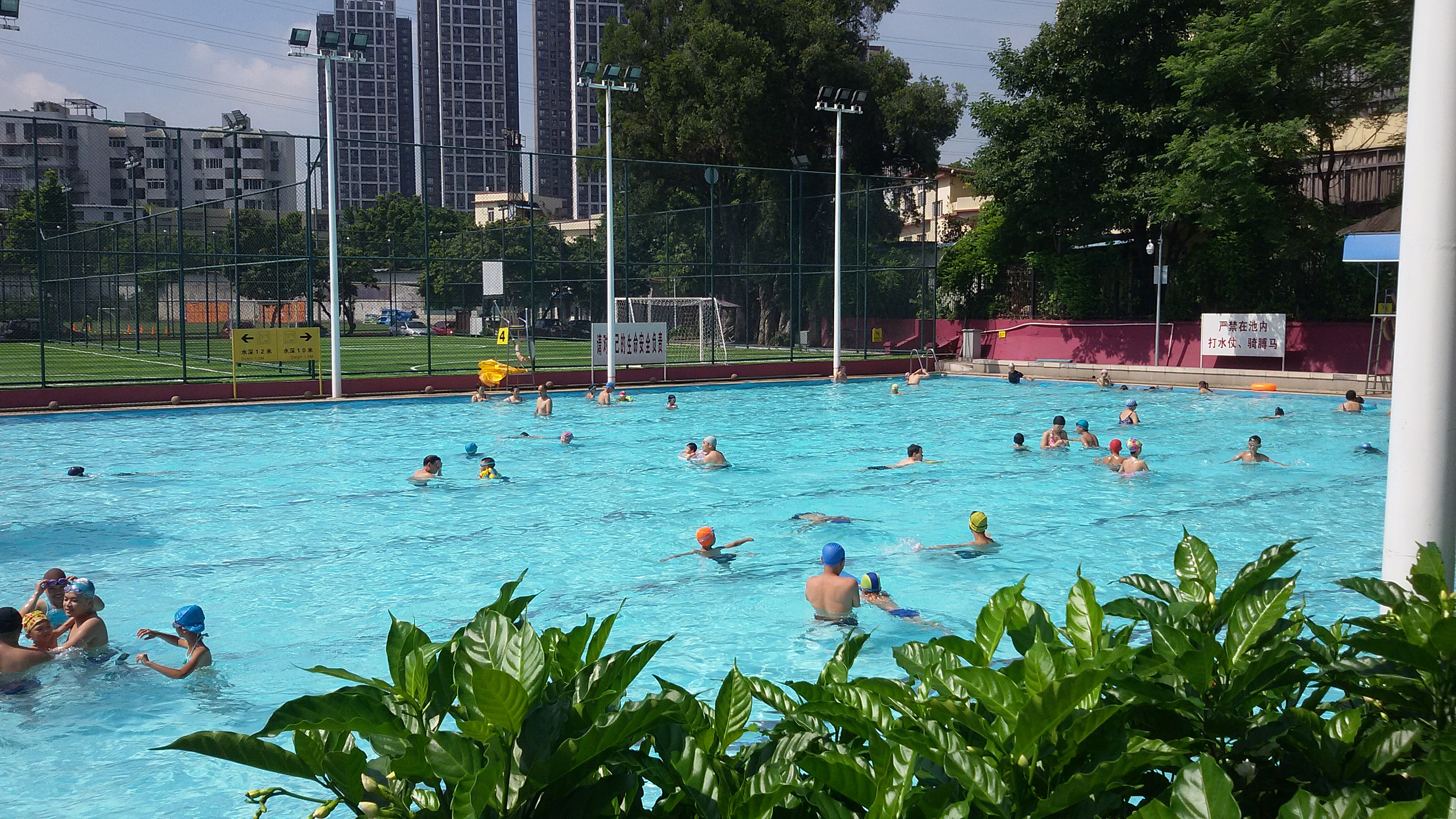
淺水泳池

海角紅樓泳場（又称海角紅樓游泳場，海角紅樓或紅樓），是中國廣東廣州的大型泳池，在1946年1月動工，1946年7月建成，地址是荔灣區大坦沙東南邊的紅樓路8號，近珠江，東邊可以看到西郊泳場的沙灘。
海角紅樓泳場也是廣州最早的天然泳場。

## 名字的由来
因為泳場在天涯海角的郊區——大坦沙，加上建築以紅色为主調，所以名叫“海角紅樓泳場”。

## 历史
1940年代中葉，日軍投降後，梁世光和幾位居住于西關地區的富有人家為了解決西郊泳場经常滿人和受渠水污染的問題，提議在和西郊一河之隔的大坦沙建一个泳場，得到很多人的赞同。但当时大坦沙的治安混乱，而且当地業主对此提议有异意，所以就一直无法完成租地手續。此后經過開會討論，邀请李福林舊部的參事陸滿来帮忙完成租地事務，從而順利完成租地手續。1946年1月，泳場正式動工，同年7月建成。
1946年8月1日，泳場舉行揭幕典禮，當日有大量的泳客。但当时没有珠江大橋，所以泳客进出泳場都要乘船。
1950年代，入場人數最高紀録为11萬，因此有「唔識紅樓，好打有限」的说法，開業後連續三十多年都有大量泳客去游泳。 1956年5月3日，毛泽东来廣州考察時经过白鹅潭，然后跳水游泳穿過如意坊碼頭进入大坦沙河段後到海角紅樓。
從1980年代開始，由於珠江水質開始變差，設備陈旧，海角紅樓泳場从1988年10月開始暫停開放。同年年底，雖然和珠江容器廠（现在的廣州市珠江壓力容器檢驗製造企業有限公司）一起合作，但廠方未尽恢复開放泳場的職責。直到1995年底还未正式恢復，从而出現了中國第一个有关體育的官司。后来海角紅樓一方勝訴。1996年12月，收回場地，在市政府支持下，在1997年5月1號重新開放泳場。
雖然紅樓在1998年經過改造和重新建设設施，但因为地理位置和交通不方便，未能恢复1950至1970年代的輝煌。
2006年10月24人，廣東省鹽業公司和泳場簽字，以8000萬人民币建立中國第一間人工「死海」做主題的鹽療會館，在2007年夏天間開放。
2010年亞運前夕，泳场成為廣州市公共場所衛生示範性單位。

## 設施
海角紅樓泳場有符合國際標準的25米深水池、还有一个像住宅小區一样大的淺水池和一個鹽療會館水池。